# Amegilla comorensis
Amegilla comorensis är en biart som beskrevs av Brooks och Gregory B. Pauly 2001. Amegilla comorensis ingår i släktet Amegilla och familjen långtungebin. Inga underarter finns listade i Catalogue of Life.